# Associazione Fascista Calcio Venezia 1943-1944
Questa voce raccoglie le informazioni riguardanti l'Associazione Fascista Calcio Venezia nelle competizioni ufficiali della stagione 1943-1944.

## Rosa
| N. |                   | Ruolo | Calciatore        |
| -- | ----------------- | ----- | ----------------- |
|    | Italia (bandiera) | A     | Giovanni Alberti  |
|    | Italia (bandiera) | D     | Felice Arienti    |
|    | Italia (bandiera) | A     | Mario Astorri     |
|    | Italia (bandiera) | D     | Aldo Ballarin     |
|    | Italia (bandiera) |       | Bon Adamo Bittolo |
|    | Italia (bandiera) |       | Boscolo           |
|    | Italia (bandiera) | C     | Luigi Busidoni    |
|    | Italia (bandiera) | D     | Silvio Di Gennaro |
|    | Italia (bandiera) | C     | Livio Linzi       |
|    | Italia (bandiera) |       | Guido Mantellato  |
|    | Italia (bandiera) | A     | Bruno Novello     |

| N. |                   | Ruolo | Calciatore       |
| -- | ----------------- | ----- | ---------------- |
|    | Italia (bandiera) |       | Antonio Pallotta |
|    | Italia (bandiera) | A     | Walter Petron    |
|    | Italia (bandiera) | C     | Sandro Puppo     |
|    | Italia (bandiera) | C     | Duilio Rallo     |
|    | Italia (bandiera) | A     | Giacinto Renosto |
|    | Italia (bandiera) |       | Mario Sambo      |
|    | Italia (bandiera) |       | Otello Schiavon  |
|    | Italia (bandiera) | A     | Arnaldo Taddei   |
|    | Italia (bandiera) | C     | Víctor Tortora   |
|    | Italia (bandiera) | A     | Angelo Trentin   |
|    | Italia (bandiera) | P     | Luigi Valsecchi  |